# Анцуг
Анцуг е спортно горнище, панталон или цял костюм. Думата е заемка – произлиза от немското Anzug, което означава костюм, както и Sportanzug. Често се среща неправилното и погрешно изговаряне и изписване анцунг.
Горнището обикновено е с дълги ръкави, цип и яка, свободно, понякога с кантове на ръкавите. Долнището също е свободно, понякога с кантове или ципове на крачолите и с ластик на кръста.
Материалите, от които се изработва, са памук или някаква синтетична материя.